# Tomas Avenarius
Tomas Avenarius (* 10. Juli 1961 in Dortmund) ist ein deutscher Journalist und Autor.

## Leben
Tomas Avenarius wuchs in Heidelberg auf und studierte Politologie in München. Er lernte sein Handwerk an der dortigen Deutschen Journalistenschule. 1986 fing er beim Bayerischen Rundfunk und der Nachrichtenagentur Deutscher Depeschen Dienst an. 1991 ging er zur Süddeutschen Zeitung (SZ), zunächst als Redakteur.
Von 1999 bis 2004 war er als SZ-Korrespondent in Moskau. Mit seinem Kollegen Florian Hassel von der Frankfurter Rundschau reiste er illegal nach Tschetschenien, um über den Zweiten Tschetschenienkrieg zu berichten. Für ihre Reportagen unter persönlichem Einsatz über den „rasch vergessenen Krieg“ erhielten Hassel und Avenarius 2003 den zweiten Preis des Wächterpreises der deutschen Tagespresse.
Von 2005 bis 2015 war Avenarius Nahost-Korrespondent der Süddeutschen Zeitung mit Sitz in Kairo. Nach einer Zwischenstation in der Münchener Zentralredaktion berichtet er seit 2022 mit Sitz in Istanbul über die Türkei und den Iran.

## Auszeichnungen
- 2003: Wächterpreis der deutschen Tagespresse, gemeinsam mit Florian Hassel zweiter Preis

## Veröffentlichungen
- Mehr Gottesfurcht als Allah brauchen kann. Afghanische Eindrücke. Picus, Wien 2002, ISBN 3-85452-759-4.
- Zwischen verklärter Bewunderung und verpassten Chancen. In: Hanni Hüsch (Hrsg.): So sieht uns die Welt: Ansichten über Deutschland. Herder, Freiburg 2014, ISBN 978-3-451-06732-7, S. 192–207.